# Arbot
Arbot település Franciaországban, Haute-Marne megyében. Lakosainak száma 64 fő (2022. január 1.). Arbot Germaines, Giey-sur-Aujon, Rouvres-sur-Aube, Saint-Loup-sur-Aujon, Buxerolles, Aulnoy-sur-Aube és Colmier-le-Haut községekkel határos.

## Népesség
A település népességének változása:
| Lakosok száma | 133  | 94   | 73   | 69   | 73   | 74   | 69   | 68   | 67   | 64   |
|               | 1968 | 1990 | 2006 | 2011 | 2015 | 2016 | 2018 | 2019 | 2021 | 2022 |